# Ceryx semicincta
Ceryx semicincta là một loài bướm đêm thuộc phân họ Arctiinae, họ Erebidae.